# تشاك هيرنانديز
تشاك هيرنانديز (بالإنجليزية: Chuck Hernandez)‏ هو مدرب كرة القاعدة ‏ أمريكي، ولد في 11 نوفمبر 1960 في تامبا في الولايات المتحدة.

## وصلات خارجية
- تشاك هيرنانديز على موقعبيزبول رفرنس.كوم (الدوري الثانوي) (الإنجليزية)